# 존 테니
존 테니(Jon Tenney, 1961년 12월 16일 ~ )는 미국의 배우이다.

## 학력
- 1986년 ~ 1990년 줄리아드스쿨
- ~ 1984년 바사대학 드라마, 철학학사

## 출연 작품
- 툼스톤
- 사랑은 다 괜찮아
- 프리 윌리 2
- 와일드 마운틴 타임 - 펍 MC 역